# XQ Sử quán

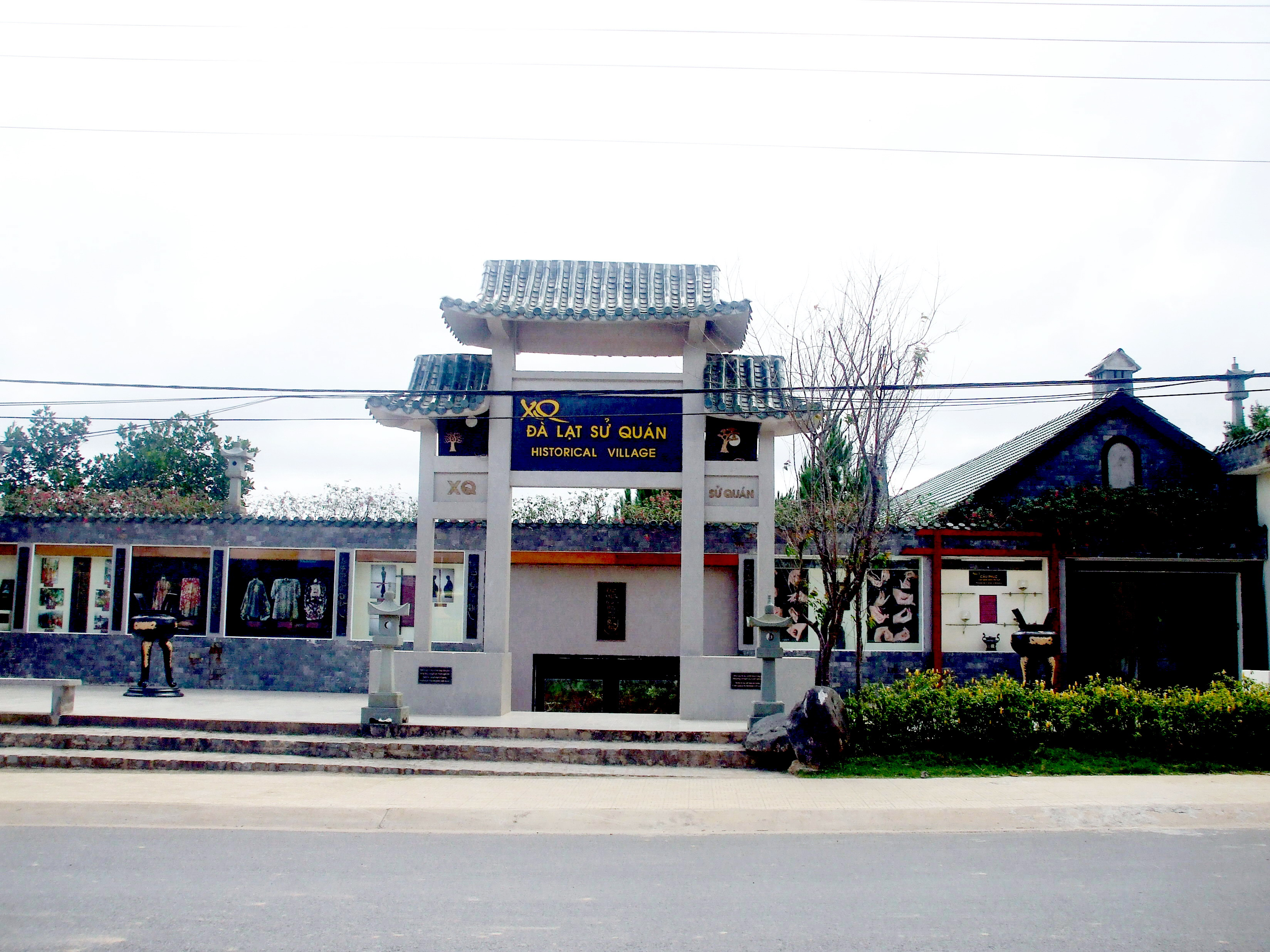
X-Q sử quán

X-Q sử quán hay tranh thêu tay X-Q tọa lạc tại địa chỉ 80A, đường Mai Anh Đào, thành phố Đà Lạt thuộc tỉnh Lâm Đồng. Nơi đây giới thiệu cho du khách nghề thêu tay truyền thống của thành phố Đà Lạt, Việt Nam.

## Lịch sử hình thành
X-Q sử quán là tên viết tắt tên của hai nghệ nhân Võ Văn Quân và Hoàng Lệ Xuân. Anh Quân đã cùng chị Xuân vạch hướng đi mới cho ngành nghề, kết hợp giữa nghệ thuật thêu và tính nghệ thuật của hội họa tạo sắc màu mới cho tranh thêu Việt Nam.
- Từ 1990 – 1992, anh chị đã sáng tác những tác phẩm tranh thêu với chủ đề Về một quê hương về một đời người.
- Cuối năm 1992, anh chị lên Đà Lạt mở lớp dạy nghề và đào tạo nghệ nhân thêu
- Đầu 1994, thành lập tổ hợp tác thêu lụa X-Q Đà Lạt với số nghệ nhân là 20 người.
- Ngày 30 tháng 1 năm 1996, chính thức thành lập công ty TNHH XQ Đà Lạt.

XQ đến nay đã có hơn 3.000 thợ thêu, trong đó có hơn 2.000 nghệ nhân và 6 công ty trực thuộc trong và ngoài nước. 
Tác phẩm Khúc hát nguồn cội của X-Q với kích thước 330 x 280cm do 9 nghệ nhân thêu trong suốt 235 ngày đã trở thành bức tranh thêu tay lớn nhất và ghi vào kỷ lục Việt Nam.

## Miêu tả

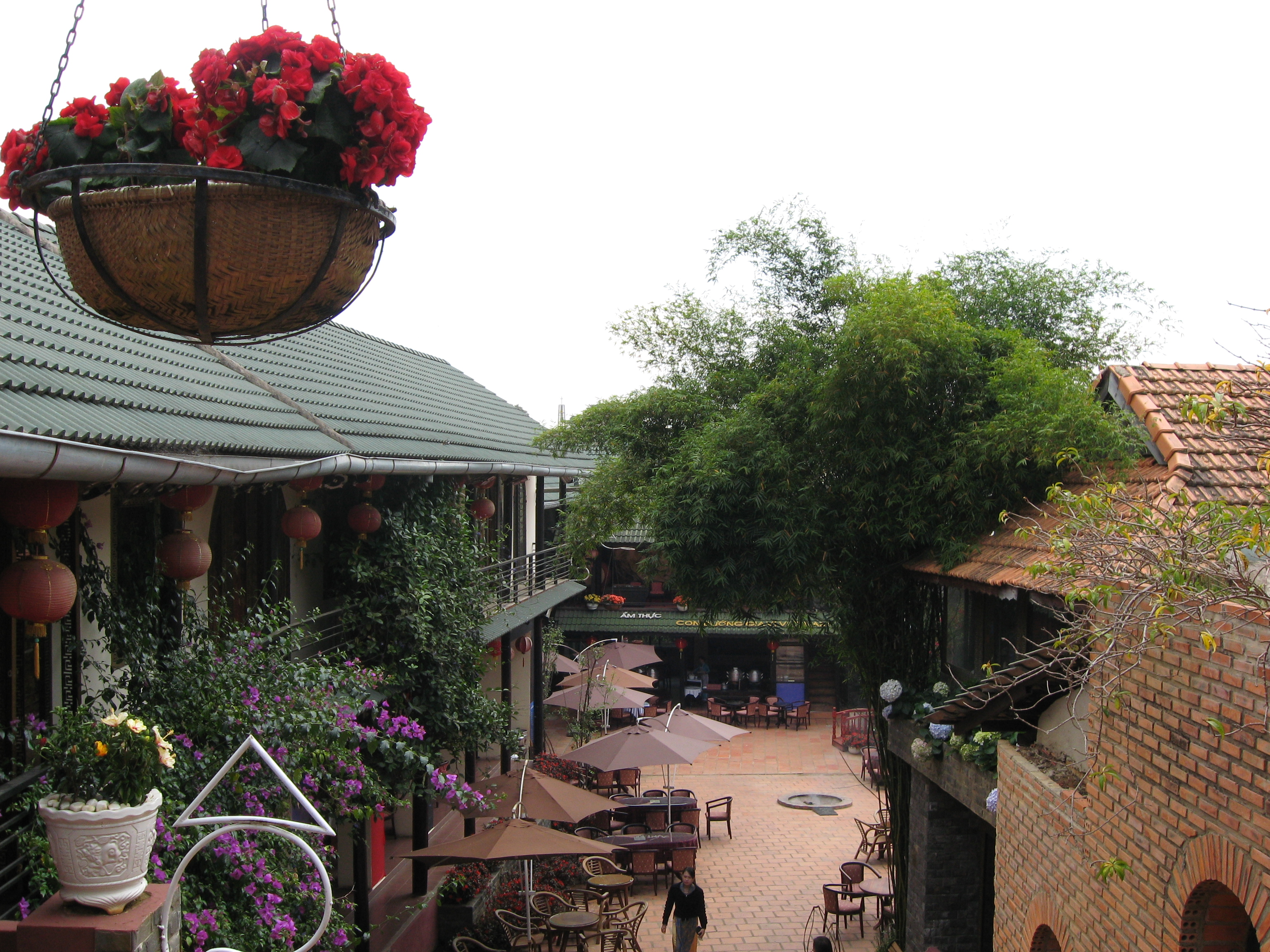
Một khu vực trong X-Q sử quán

Các công trình tham quan chủ yếu của X-Q bao gồm nhiều khu vực khác nhau, bao gồm: 
- Khu trưng bày tranh thêu.
- Khu ẩm thực.
- Khu tham quan xưởng thêu.
- Khu tôn vinh các nghệ nhân thêu.
- Khu vườn hoa và nghệ thuật sắp đặt.
- Khu trưng bày lịch sử ngành thêu.

## X-Q với du lịch

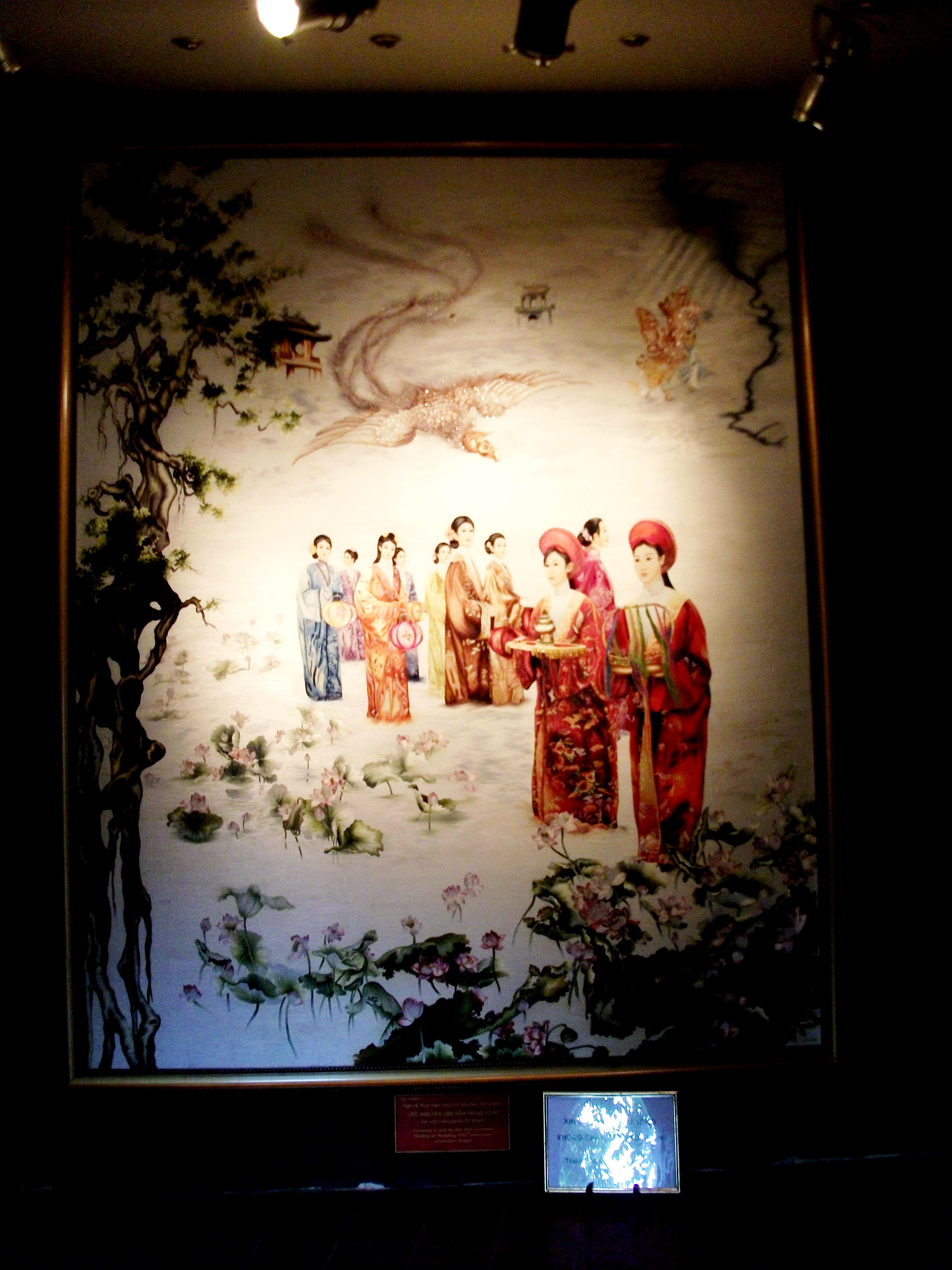
Một bức tranh thêu tay

Nằm đối diện với đồi Mộng Mơ, X-Q thật sự là một địa điểm tham quan hấp dẫn cho du khách nhờ lối kiến trúc du lịch độc đáo, mang đậm dấu ấn Huế cổ kính và nghệ thuật trưng bày ấn tượng, ngoài giới thiệu tranh thêu, các biểu diễn tranh thêu, các đêm ngâm thơ, trưng bày tranh tượng nghệ thuật sắp đặt, khu ẩm thực,...đã mang lại những sản phẩm du lịch khá độc đáo thu hút du khách, cảnh quan sạch đẹp, nên thơ, cách bố trí khu trưng bày độc đáo, lạ mắt và phong cách phục vụ ân cần khiến cho X-Q tạo một dấu ấn rất riêng.
Theo trang web chủ của công ty: 
| “ | Nói tóm lại nó cần đến trái tim và ký ức. Càng ngày những điểm du lịch với những chương trình trái tim và ký ức đang đông người đến. Người du khách giờ đây họ muốn trở về với sự đồng tâm nhất trí, họ muốn trở về với những huyền thoại, và những câu chuyện quê hương. Đùng một cái, họ hiểu rằng thế giới khi về già lại thấy chất thơ của mình, trái tim thế giới đang già đi, nó như một trái chín, nó dịu ngọt hơn và thơ hơn. Một chuyến du lịch đúng nghĩa với sự giao lưu của ước mơ và tính nội tại ngày càng trở nên cần thiết và thiết yếu đối với người du khách. Chính dựa trên những yêu cầu đó, chúng tôi luôn tìm kiếm trong những câu chuyện quê hương, trong huyền thoại, trong thơ ca, âm nhạc, hội họa, nghệ thuật truyền thống. Du lịch văn hóa cần sự hòa tấu của nhiều nhạc cụ... để tạo nên những âm kỳ lạ của ký ức và trí tuệ con người của thành phố chúng tôi.... | ” |

Nhưng "giữa nghệ thuật hay không nghệ thuật tại X-Q hiện nay vẫn còn tranh cãi".
Theo Y Văn - (báo Sài Gòn giải phóng): "...thấy chủ nhân (X-Q) đang ngày một sa đà vào một thứ nghệ thuật... kỳ quặc bằng những hình ảnh, hiện vật rất kinh dị cùng những lời lẽ cao siêu và rối rắm !". "...Đi sâu vào bên trong, khách sẽ càng ớn lạnh khi gặp hình ảnh một xác chết nằm úp mặt vào tường có tên gọi "cái chết nguyên bản". Ở giữa sân là một tập hợp các bức tượng gỗ có hình thù quái dị với mắt lồi ra, đầu sưng cục và mình bị trói được đặt tên là "người xem phim"... Và còn rất nhiều thứ quái dị khác được khoác cái mác "nghệ thuật sắp đặt"."
Năm 2006, Đỗ Văn Thể, Giám đốc Sở VH-TT Lâm Đồng, cho biết về dự định thẩm định tính nghệ thuật của X-Q sử quán; "...Năm 2005 sở đã phạt 6 triệu đồng vì công ty này triển lãm, trưng bày tại khu Hòa Bình không đúng nội dung đăng ký dịp Giỗ tổ nghề thêu và sở cũng đã tính chuyện kiểm tra, thẩm định về tính nghệ thuật trong XQ sử quán nhưng bận Festival hoa Đà Lạt nên chưa làm được".

## Ảnh
Một vài hình ảnh bên trong X-Q sử quán:

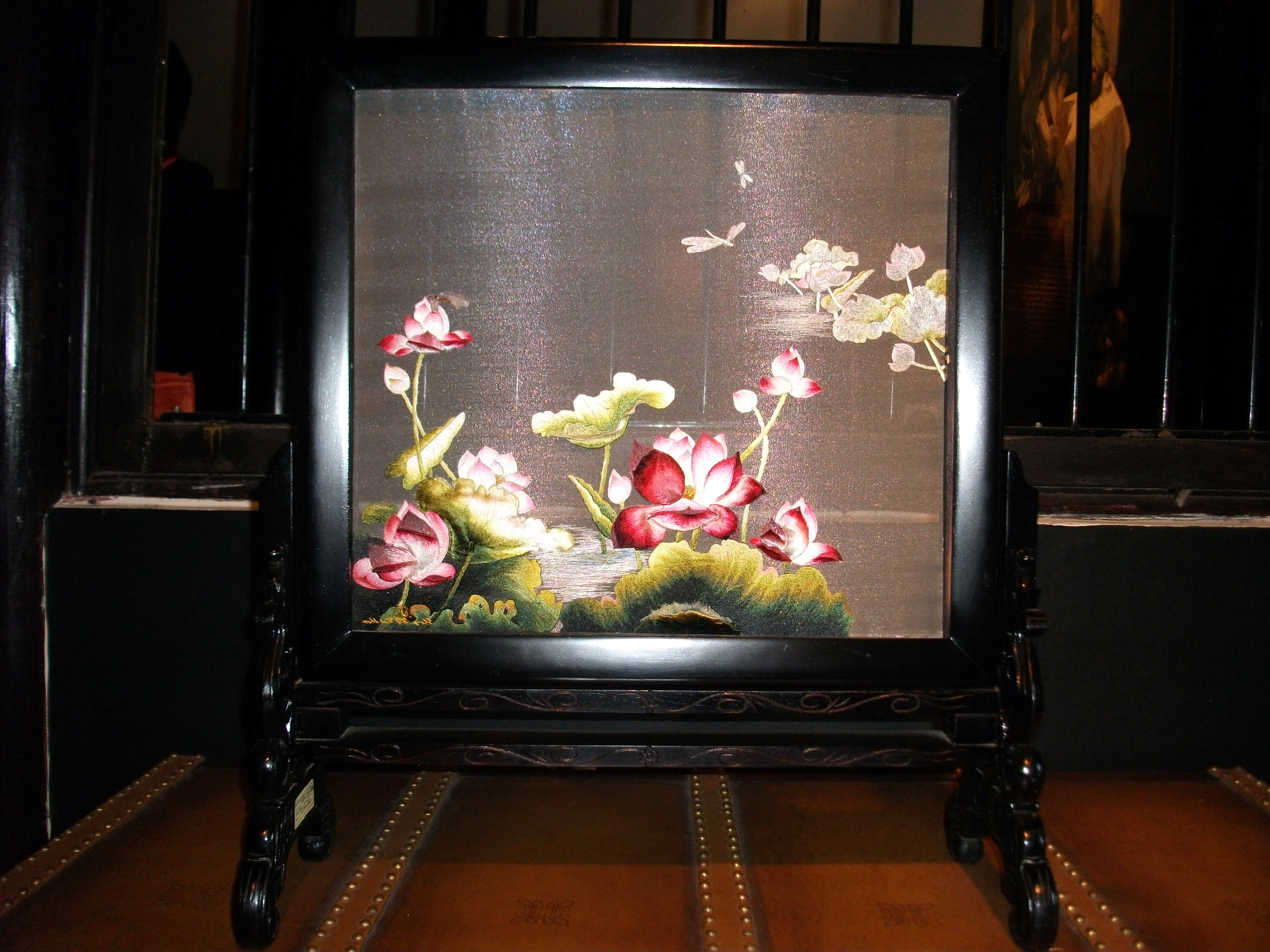
Hoa sen, một tác phẩm thêu tay
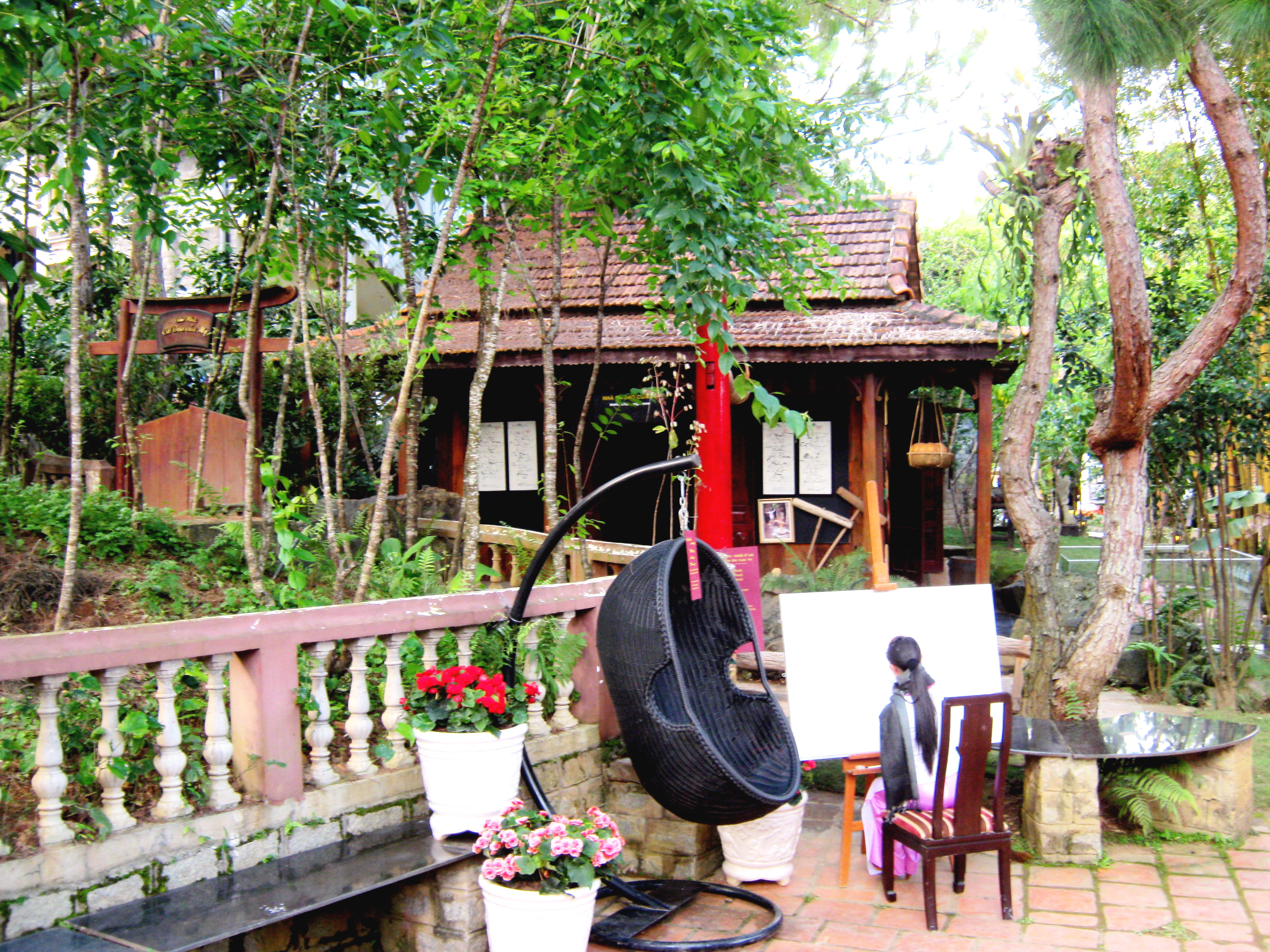
Thiếu nữ ngồi thêu tranh
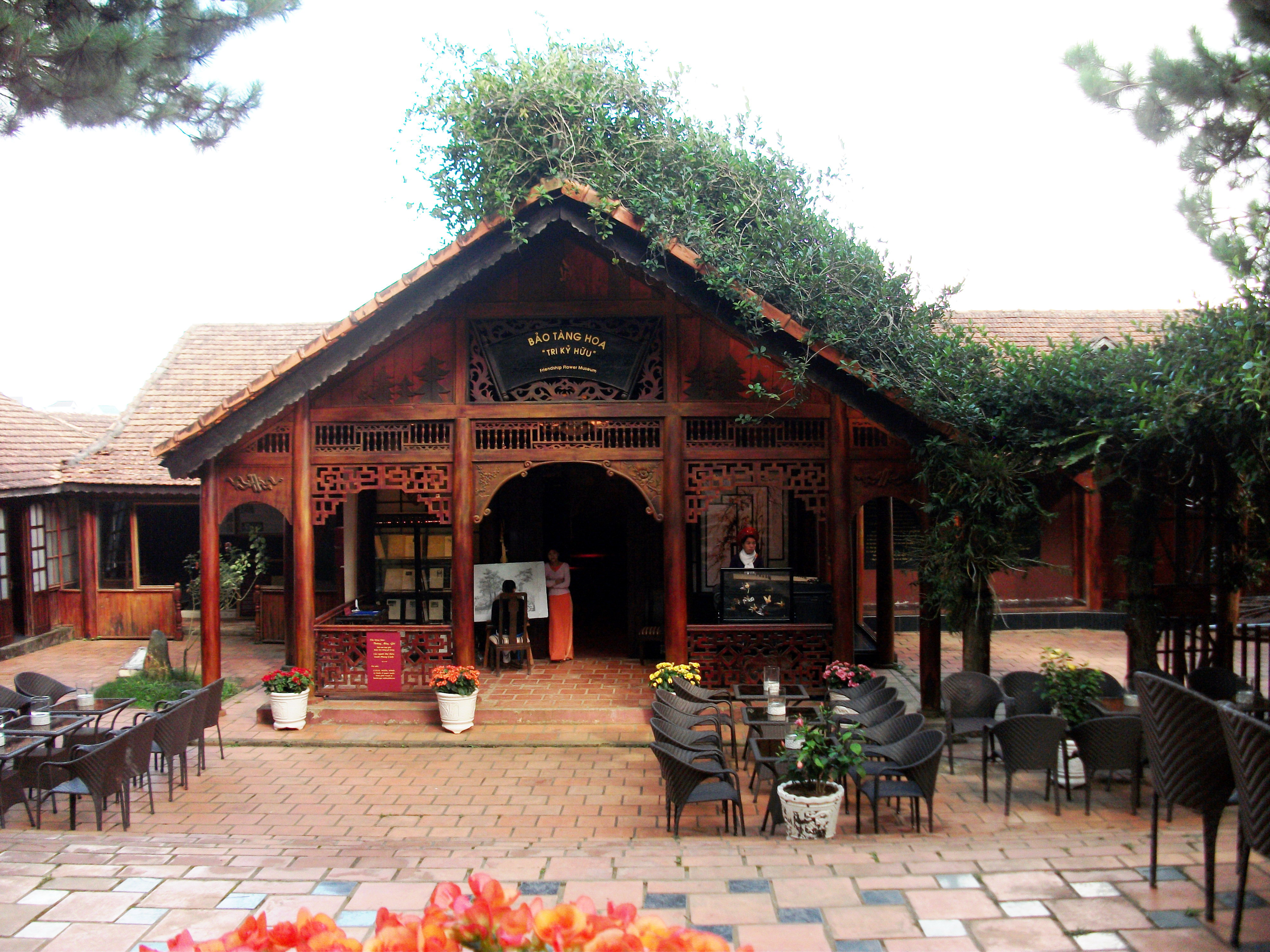
Nhà bảo tàng hoa
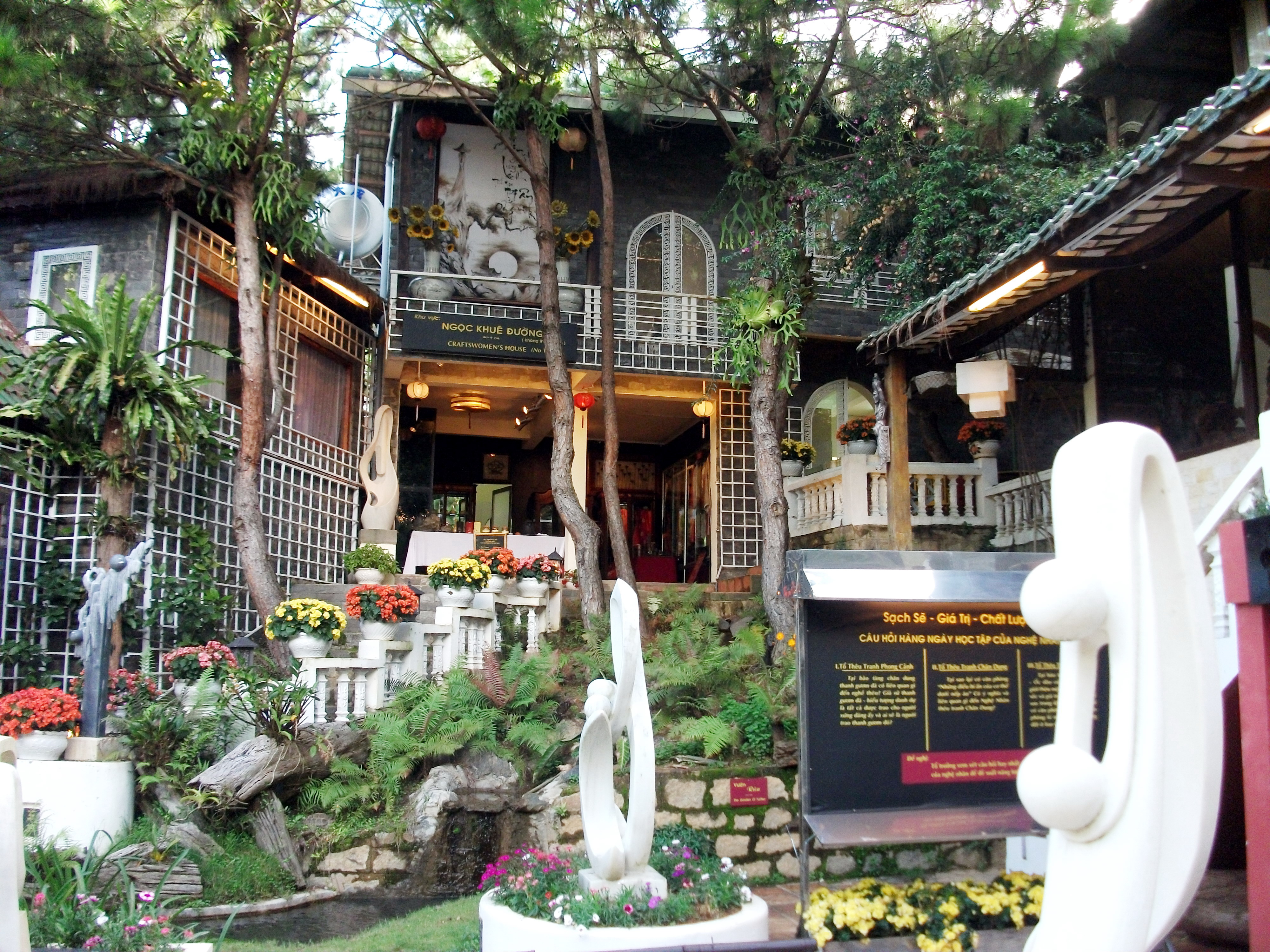
Một trong số nơi trưng bày tranh thêu